# Egyvirágú kiskörtike
Az egyvirágú kiskörtike (Moneses uniflora) a hangafélék családjába tartozó, bükkösökben, fenyvesekben megtalálható fehér vadvirág. Nemzetségének egyetlen tagja. 

## Megjelenése
Az egyvirágú kiskörtike 5–15 cm magas, lágyszárú, örökzöld, évelő növény. A föld alatt vékony elágazó gyöktörzse van, ennek révén vegetatívan is szaporodik. Csak tőlevelei vannak, a szár levéltelen. A hármasával növő kopasz levelek lapátszerűek, a nyél felé elkeskenyednek; szélük csipkézett.
Júniustól októberig virágzik. A hasonló külsejű magyarországi fajoktól eltérően mindig csak egyetlen virága van, amely a szár csúcsán, bókolóan nyílik. A virág kb. 1–2 cm átmérőjű, öttagú, szirmai fehérek, szétállóak. A tíz porzó egészen a szirmokhoz simul, míg a végén kiszélesedő, zöld bibe előrenyúlik. Illata gyöngyvirágra vagy ciklámenre emlékeztet. Akár hat héten keresztül is nyílhat.
Termése 5–8 mm-es, kerek, ötosztatú, felálló toktermés. A termés kb. 1000 magot tartalmaz. Magjai rendkívül aprók, a gramm kétmilliomodrészét teszik ki és a szél szállítja őket messzire. 

## Elterjedése és termőhelye
Eurázsiában (A Pireneusoktól egészen Japánig) és Észak-Amerikában honos. Magyarországon ritka.
Szubalpin vagy montán (hegyvidéki) faj, hűvös, nyirkos talajú fenyvesekben, bükkösökben lehet rátalálni, sokszor a moha között. A savanyú, mészmentes talajt preferálja.
A népi gyógyászatban szárított leveleinek főzetével megfázást, köhögést kúráltak. Fájó torok esetén leveleit megrágták és a nedvét lenyelték. Keléseket, hólyagokat borogattak vele és duzzanatok csökkentésére, fájdalomcsillapítóként is alkalmazták.
Magyarországon védett, természetvédelmi értéke 5 000 Ft.

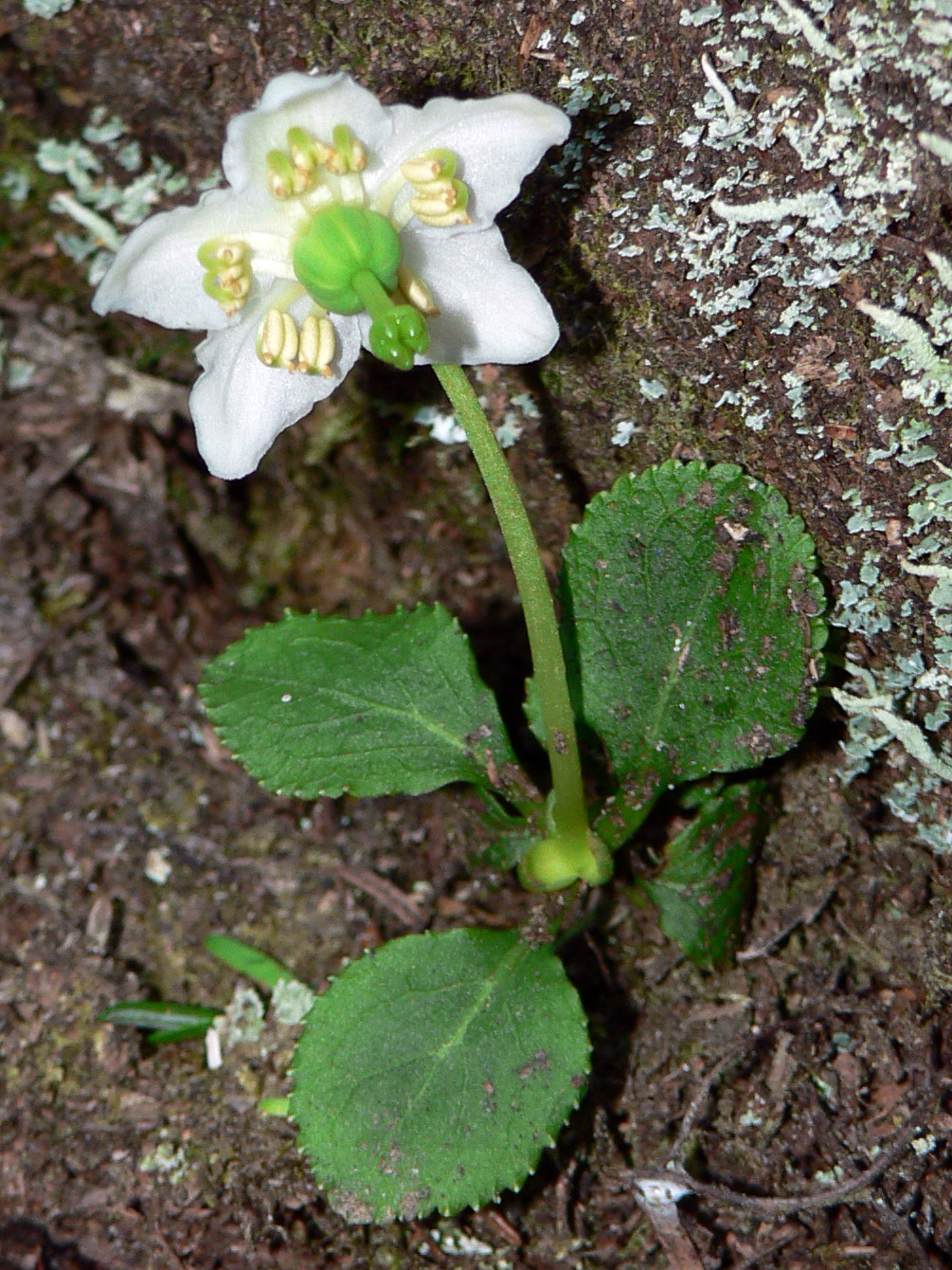
Virágzó kiskörtike
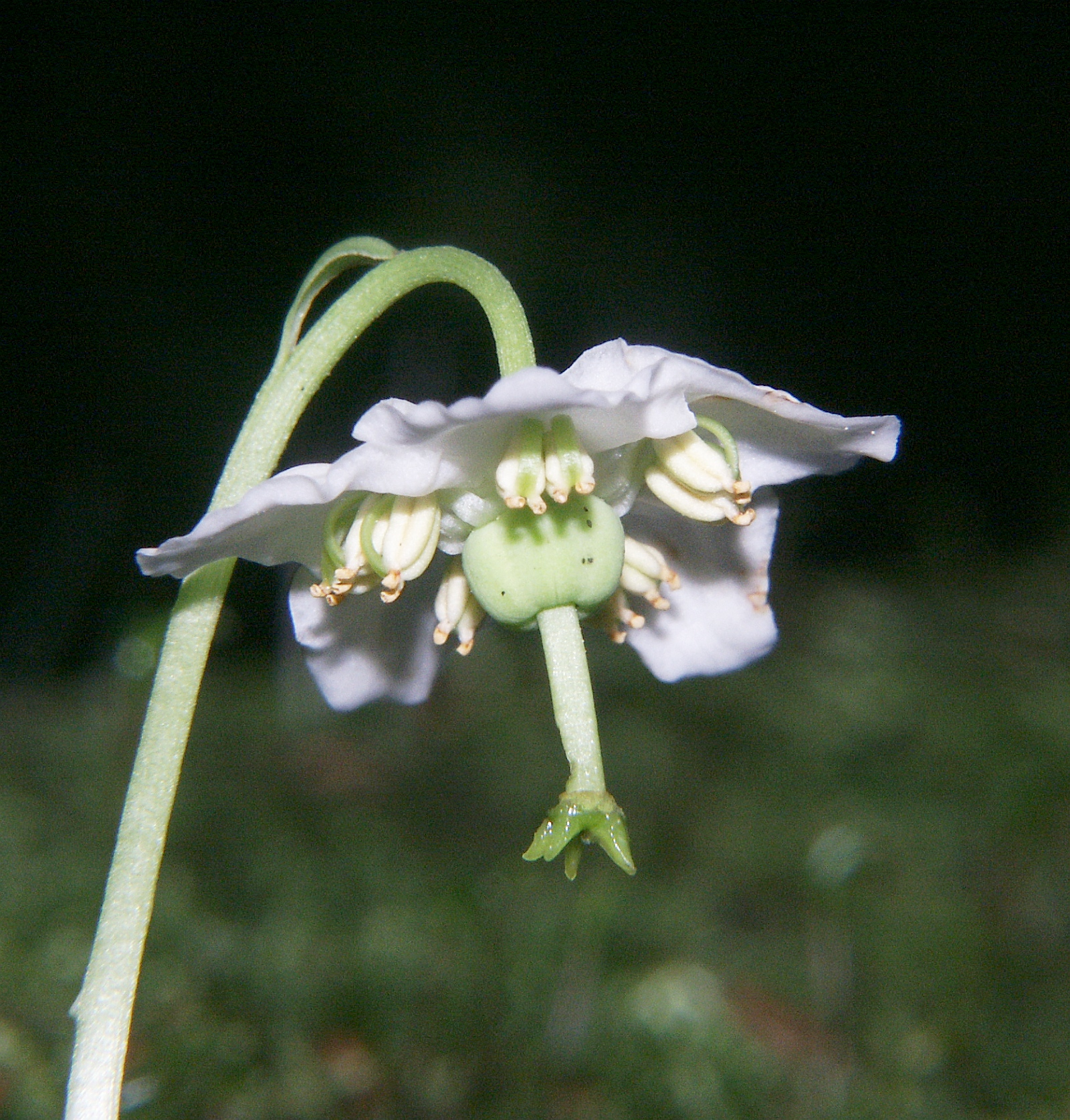
Virága
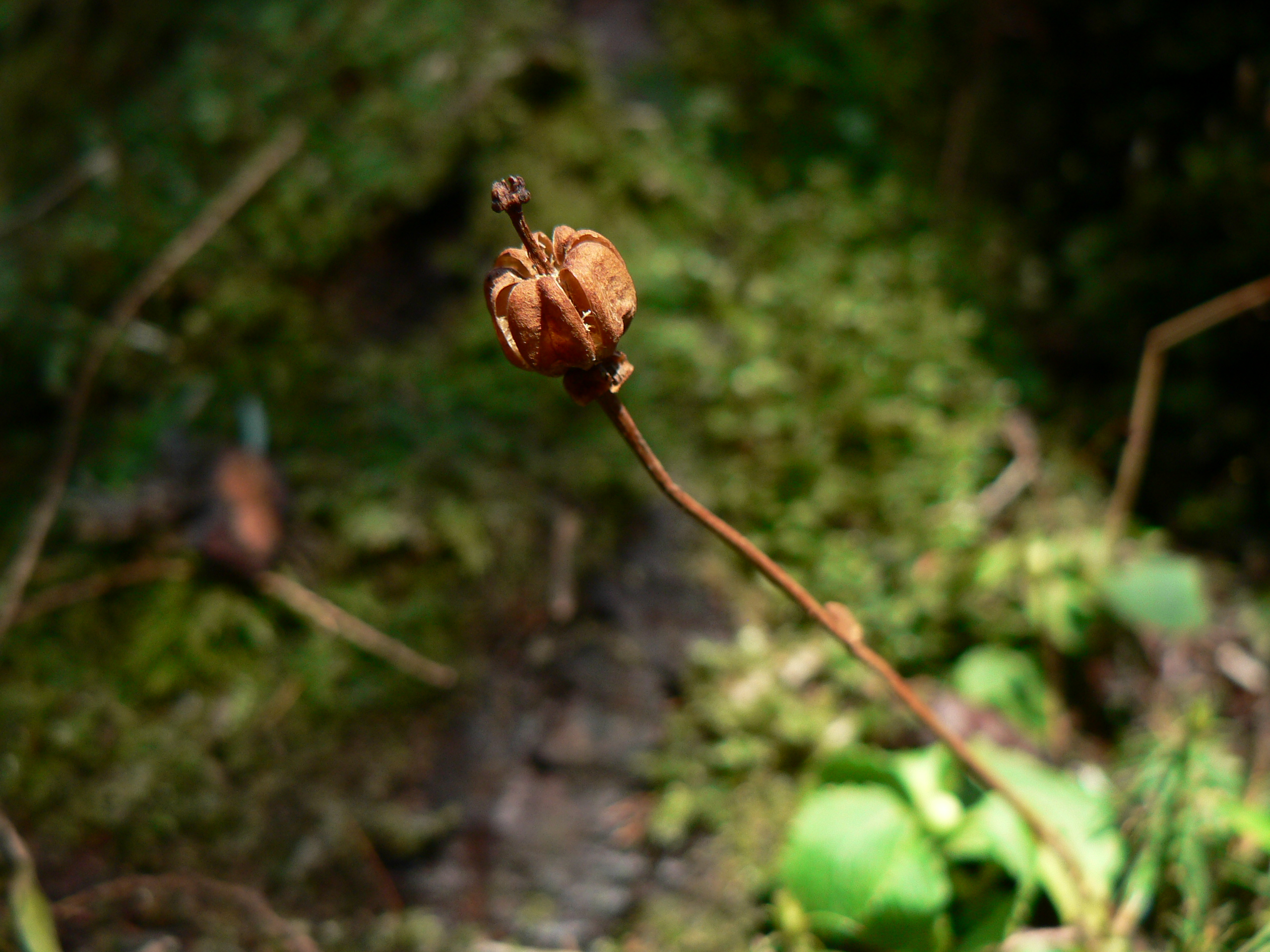
Termése
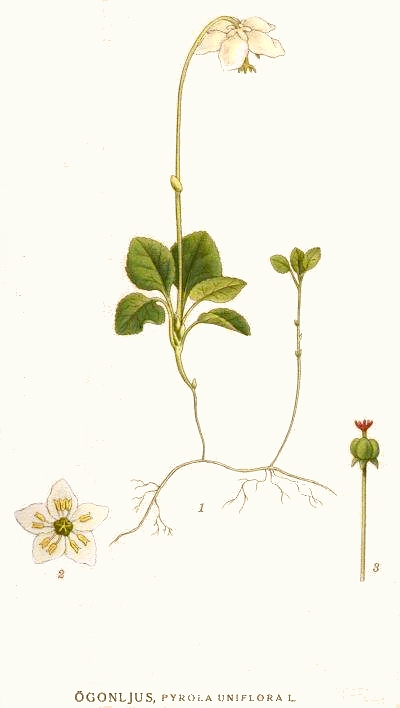
Ábrázolása egy svéd botanikakönyvben (20. sz. eleje)